# Marcelo Chierighini
Marcelo Chierighini, född 15 januari 1991, är en brasiliansk simmare.

## Karriär
Chierighini tävlade i två grenar för Brasilien vid olympiska sommarspelen 2012 i London. Han var en del av Brasiliens lag som blev utslagna i försöksheatet på både 4x100 meter frisim och 4x100 meter medley.
Vid olympiska sommarspelen 2016 i Rio de Janeiro tävlade Chierighini i tre grenar. Han slutade på 8:e plats på 100 meter frisim. Chierighini var även en del av Brasiliens lag som slutade på 5:e plats på 4x100 meter frisim och på 6:e plats på 4x100 meter medley. Vid olympiska sommarspelen 2020 i Tokyo var Chierighini en del av Brasiliens lag som slutade på 8:e plats på 4×100 meter frisim.